# مايلز لويس
مايلز لويس (بالإنجليزية: Miles Lewis)‏ هو مؤرخ ومهندس معماري أسترالي، ولد في 1943.